# Tipula (Eumicrotipula) microspilota
Tipula (Eumicrotipula) microspilota is een tweevleugelige uit de familie langpootmuggen (Tipulidae). De soort komt voor in het Neotropisch gebied.